# Elgin (Illinois)
Elgin ([ˈɛldʒɨn]IPA) je město v severní Illinois, USA, rozkládající se převážně v okrese Kane County, z menší části i v okrese Cook County. Leží zhruba 65 km severozápadně od Chicaga na řece Fox River. Podle sčítání lidu v roce 2010 měl Elgin 108 188 obyvatel, což jej činí 8. největším městem Illinois a 241. největším městem USA.
Zákon o přesídlení indiánů v roce 1830 a válka Černého jestřába v roce 1832 vedly k vypuzení indiánů z území, kde měli sídla a mohyly předků, což umožnilo založení Elginu. James T. Gifford a jeho bratr Hezekiah Gifford putovali z New Yorku na západ, hledaje vhodné místo k osídlení na cestě mezi Chicagem a Galenou, až narazili na místo na řece Fox River, kde bylo možné postavit most. V dubnu 1835 zde založili město, které nazvali po skotském hymnu „Elgin.“ Společnost Galena & Chicago Union Railroad zavedla v roce 1849 do města železnici a později provozovala železniční tratě po obou březích Fox River, což propojilo rozrůstající se město s Chicagem a jinými městskými centry.
Elgin byl významný výrobou másla a mléčných výrobků, kterými zásoboval Chicago. Gail Borden zde v roce 1866 založil továrnu na kondenzované mléko. Mléčný průmysl ustoupil do pozadí, když zde založila výrobu hodinářská společnost Elgin Watch Company. Zaměstnávala tři generace obyvatel města od druhé poloviny 19. do poloviny 20. století, kdy se stala největším dodavatelem kvalitních hodinek v USA. Továrna zastavila produkci na počátku 60. let 20. století a v roce 1965 byla zbořena.
Město je známé svou historickou architekturou a památkami z viktoriánské éry, včetně některých pěkných příkladů domů ve stylu královny Anny.
Dnes je Elgin jedním z nejrychleji rostoucích měst v Illinois. V červnu 2005 v listu Chicago Tribune elginský starosta Ed Schock prohlásil, že Elgin se do 40 let stane druhým největším městem v Illinois.